# Stéphane Besle
Stéphane Besle, né le 23 janvier 1984 à Haguenau, est un ancien footballeur français évoluant au poste de défenseur central.

## Biographie
Formé au Racing Club de Lens de 2003 à 2005 il décide de partir en Suisse et a rejoint Neuchâtel Xamax le 13 août 2005, il est resté sept ans au club devenu capitaine de l'équipe en 2011, il a participé 214 rencontres et a marqué 13 buts avec les rouge et noir. Début janvier 2012, il est licencié de son club en compagnie de trois de ses équipiers par le sulfureux nouveau propriétaire Bulat Chagaev. Les raisons de ce licenciement ne sont pas claires alors qu'il venait demander des explications sur le non-paiement des salaires.
Le 17 janvier 2012, il est proche de signer au FC Lausanne-Sport, mais c'est au FC Metz qu'il signe le 18 janvier 2002 pour remplacer Fallou Diagne en défense centrale. Il y joue 15 matchs pour un but marqué.
De 2012 à 2015 il évolue au FC Saint-Gall, où il dispute 98 matchs et marque 8 buts.
Le 20 juillet 2015, il est de retour au RC Lens, pour une durée de 3 ans. Le 28 janvier 2016, le club nordiste annonce le départ du défenseur pour un club suisse, sans en préciser davantage. Le lendemain, Lens annonce un prêt d'une saison et demi au FC Aarau, évoluant en deuxième division suisse. L'accord entre les deux clubs fait également état d'une saison en option après cette période de prêt, s'achevant en 2017.
À la fin de son prêt, il rejoint définitivement le club suisse. À la fin de l'année 2017, il décide de mettre fin à sa carrière de joueur professionnel pour tenter de rejoindre la Police suisse. Il suit sa formation à l'école régionale d'aspirants de police située à Colombier.

## Palmarès
- Champion de Suisse de D2 en 2007 avec Neuchâtel Xamax